# Aesthetic
Aesthetic è il primo EP registrato dalla band statunitense From First to Last, prodotto nel 2003 dall'etichetta Four Tosty Recordings.

## Tracce
1. Such a Tragedy – 3:08
2. ... – 0:27
3. For the Taking – 3:39
4. Regrets and Romance – 3:51
5. When Flying Feels like Falling – 2:51
6. Ultimatums for Egos – 3:27
7. My Heart, Your Hands – 4:20

## Formazione
- Phillip Reardon - voce
- Matt Good - chitarra, voce
- Travis Richter - chitarra, scream
- Joey Antillion - basso
- Derek Bloom - batteria